# Pyrgophora cristata
Pyrgophora cristata är en insektsart som beskrevs av Evans 1959. Pyrgophora cristata ingår i släktet Pyrgophora och familjen dvärgstritar. Inga underarter finns listade i Catalogue of Life.